# Obernburg (Vöhl)
Obernburg ist ein Ortsteil der Gemeinde Vöhl im nordhessischen Landkreis Waldeck-Frankenberg.

## Geographie
Der Ort liegt im nördlichen Teil des Naturparks Kellerwald-Edersee am Rande des Kuhbachtals auf einem Hügel.

## Geschichte

### Ortsgeschichte
Die älteste erhaltene Urkunde, die Obernburg erwähnt, datiert auf 1278 und findet sich im Klosterarchiv des Klosters Haina. Der Name leitet sich vermutlich von der ehemaligen Burg auf dem Weißenstein ab, die die „Obere Burg“ genannt wurde und die bereits 1058 die erste der drei Itterburgen war.
Obernburg gehörte zunächst zur Landgrafschaft Hessen, seit 1806 zum Großherzogtum Hessen. Dort lag es in dessen Provinz Oberhessen. Nach Auflösung der Ämter im Großherzogtum 1821 gehörte es zum Landratsbezirk Vöhl und zum Bezirk des Landgerichts Vöhl. Die Gemeinde gehörte zu den Landesteilen, die das Großherzogtum nach dem verlorenen Krieg von 1866 mit dem Friedensvertrag vom 3. September 1866 an Preußen abtreten musste. Dort wurde es dem Landkreis Frankenberg und dem Amtsgericht Vöhl zugeordnet.
Hessische Gebietsreform (1970–1977)
Am 1. Januar 1974 wurden die Gemeinden Hessenstein, Ittertal, Marienhagen, Obernburg und Vöhl kraft Landesgesetz zur Großgemeinde Vöhl zusammengeschlossen.
Für alle ehemals eigenständigen Gemeinden von Vöhl wurden Ortsbezirke mit Ortsbeirat und Ortsvorsteher nach der Hessischen Gemeindeordnung gebildet.

### Verwaltungsgeschichte im Überblick
Die folgende Liste zeigt die Staaten und Verwaltungseinheiten, denen Obernburg angehört(e):
- vor 1356: Heiliges Römisches Reich, Herrschaft Itter
- 1356–1590: Heiliges Römisches Reich, Landesherrschaft strittig zwischen Landgrafschaft Hessen, Kurmainz und Grafschaft Waldeck, Herrschaft Itter
- ab 1585: Heiliges Römisches Reich, Landgrafschaft Hessen-Marburg, Herrschaft Itter
- 1604–1648: Heiliges Römisches Reich, strittig zwischen Hessen-Kassel und Hessen-Darmstadt (Hessenkrieg)[8]
- ab 1604: Heiliges Römisches Reich, Landgrafschaft Hessen-Kassel, Amt Herrschaft Itter
- ab 1627: Heiliges Römisches Reich, Landgrafschaft Hessen-Darmstadt, Oberfürstentum Hessen, Amt Herrschaft Itter[9][10]
- ab 1806: Großherzogtum Hessen,[Anm. 2] Fürstentum Oberhessen, Amt Herrschaft Itter[11]
- ab 1815: Großherzogtum Hessen, Provinz Oberhessen, Amt Herrschaft Itter[12]
- ab 1821: Großherzogtum Hessen, Provinz Oberhessen, Landratsbezirk Vöhl[Anm. 3]
- ab 1848: Großherzogtum Hessen, Regierungsbezirk Biedenkopf
- ab 1852: Großherzogtum Hessen, Provinz Oberhessen, Kreis Vöhl
- ab 1867: Königreich Preußen,[Anm. 4] Provinz Hessen-Nassau, Regierungsbezirk Kassel, Kreis Frankenberg[10]
- ab 1871: Deutsches Reich, Königreich Preußen, Provinz Hessen-Nassau, Regierungsbezirk Kassel, Kreis Frankenberg
- ab 1918: Deutsches Reich, Freistaat Preußen, Provinz Hessen-Nassau, Regierungsbezirk Kassel, Kreis Frankenberg
- ab 1944: Deutsches Reich, Freistaat Preußen, Provinz Kurhessen, Landkreis Frankenberg
- ab 1945: Deutsches Reich, Amerikanische Besatzungszone,[Anm. 5] Groß-Hessen, Regierungsbezirk Kassel, Landkreis Frankenberg
- ab 1946: Deutsches Reich, Amerikanische Besatzungszone, Hessen, Regierungsbezirk Kassel, Landkreis Frankenberg
- ab 1949: Bundesrepublik Deutschland, Hessen, Regierungsbezirk Kassel, Landkreis Frankenberg
- ab 1974: Bundesrepublik Deutschland, Hessen, Regierungsbezirk Kassel, Landkreis Waldeck-Frankenberg, Gemeinde Vöhl

## Bevölkerung

### Einwohnerstruktur 2011
Nach den Erhebungen des Zensus 2011 lebten am Stichtag dem 9. Mai 2011 in Obernburg 417 Einwohner. Darunter waren 6 (1,4 %) Ausländer.
Nach dem Lebensalter waren 66 Einwohner unter 18 Jahren, 189 waren zwischen 18 und 49, 90 zwischen 50 und 84 und 72 Einwohner waren älter.
Die Einwohner lebten in 174 Haushalten. Davon waren 45 Singlehaushalte, 51 Paare ohne Kinder und 60 Paare mit Kindern, sowie 15 Alleinerziehende und 3 Wohngemeinschaften. In 24 Haushalten lebten ausschließlich Senioren und in 123 Haushaltungen leben keine Senioren.

### Einwohnerentwicklung
Quelle: Historisches Ortslexikon
- 1585: 6 Hausgesesse
- 1629: 7 Haushaltungen
- 1742: 6 Haushaltungen
- 1791: 109 Einwohner[14]
- 1800: 101 Einwohner[15]
- 1806: 128 Einwohner, 20 Häuser[11]
- 1829: 156 Einwohner, 24 Häuser[16]

| Obernburg: Einwohnerzahlen von 1791 bis 2014 | Obernburg: Einwohnerzahlen von 1791 bis 2014 | Obernburg: Einwohnerzahlen von 1791 bis 2014 | Obernburg: Einwohnerzahlen von 1791 bis 2014 | Obernburg: Einwohnerzahlen von 1791 bis 2014 |
| --- | -------------------------------------------- | -------------------------------------------- | -------------------------------------------- | -------------------------------------------- |
| Jahr |                                              |                                              |                                              | Einwohner                                    |
| 1791 | 1791                                         |                                              | 109                                          | 109                                          |
| 1800 | 1800                                         |                                              | 101                                          | 101                                          |
| 1806 | 1806                                         |                                              | 128                                          | 128                                          |
| 1834 | 1834                                         |                                              | 196                                          | 196                                          |
| 1840 | 1840                                         |                                              | 180                                          | 180                                          |
| 1846 | 1846                                         |                                              | 195                                          | 195                                          |
| 1852 | 1852                                         |                                              | 197                                          | 197                                          |
| 1858 | 1858                                         |                                              | 212                                          | 212                                          |
| 1864 | 1864                                         |                                              | 193                                          | 193                                          |
| 1871 | 1871                                         |                                              | 176                                          | 176                                          |
| 1875 | 1875                                         |                                              | 160                                          | 160                                          |
| 1885 | 1885                                         |                                              | 203                                          | 203                                          |
| 1895 | 1895                                         |                                              | 188                                          | 188                                          |
| 1905 | 1905                                         |                                              | 200                                          | 200                                          |
| 1910 | 1910                                         |                                              | 224                                          | 224                                          |
| 1925 | 1925                                         |                                              | 237                                          | 237                                          |
| 1939 | 1939                                         |                                              | 247                                          | 247                                          |
| 1946 | 1946                                         |                                              | 443                                          | 443                                          |
| 1950 | 1950                                         |                                              | 462                                          | 462                                          |
| 1956 | 1956                                         |                                              | 396                                          | 396                                          |
| 1961 | 1961                                         |                                              | 372                                          | 372                                          |
| 1967 | 1967                                         |                                              | 368                                          | 368                                          |
| 1980 | 1980                                         |                                              | ?                                            | ?                                            |
| 1990 | 1990                                         |                                              | ?                                            | ?                                            |
| 2000 | 2000                                         |                                              | ?                                            | ?                                            |
| 2011 | 2011                                         |                                              | 417                                          | 417                                          |
| 2014 | 2014                                         |                                              | 409                                          | 409                                          |
| Datenquelle: Historisches Gemeindeverzeichnis für Hessen: Die Bevölkerung der Gemeinden 1834 bis 1967. Wiesbaden: Hessisches Statistisches Landesamt, 1968. Weitere Quellen: Gemeinde Vöhl; Zensus 2011 |                                              |                                              |                                              |                                              |

### Historische Religionszugehörigkeit
Im Jahr 1885 waren von den 203 Einwohnern 201 evangelisch was (99,0 % entspricht) und zwei Einwohner bekannten sich zum katholisch Glauben (0,1 %). 1961 wurden 301 evangelische  (80,9 %) und 65 katholische (17,5 %) Christen gezählt.

## Kultur und Sehenswürdigkeiten

### Kirche
Die im romanischen Stil erbaute Kirche wurde bereits vor 1200 errichtet. An ihrer Empore sind sehenswerte Bilder und Schnitzereien zu bewundern. Die Eingangstür und das wertvolle Kruzifix stammen von dem Waldecker Barockbildhauer Josias Wolrat Brützel. Die künstlerische Verglasung wurde 1972 von dem Glasmaler Erhardt Jakobus Klonk entworfen.

### Drachenhöhle
Am Dorfrand liegt die „Drachenhöhle“, von der, wie eine örtliche Legende erzählt, Siegfried den Drachen Fafnir erschlagen haben soll. Daher ist die Höhle bei der Bevölkerung auch als „Siegfriedshöhle“ bekannt. Von der Höhle führt ein versteckter Gang bis unter die Kanzel der Kirche. Dieser Gang diente in alten Zeiten als Fluchtweg.

### Hof Lauterbach
Etwas östlich des Orts befindet sich der Gutshof Lauterbach, errichtet als Landsitz durch Landgraf Georg III. von Hessen-Darmstadt.

## Persönlichkeiten
- Karl Frank (1790–1875), 1831 bis 1875 Pfarrer in Obernburg